# Деяновци
Деяновичи или Драгаши е сръбска феодална династия, управлявала Велбъждското деспотство през втората полина на 14-ти век (според сръбската историография и други учени, а според някои български източници – българска.
Първият известен представител на рода, чието име можем да открием в историческите извори, е севастократор и деспот Деян, висш сановник по времето на сръбския крал Стефан Душан (1331 – 1355), притежавал земи между орните теҹения на реките Вардар и Струма. През 30-те години на 14-ти век Деян бил женен за Владислава, представителка на знатна фамилия от областта Скопска Ҷерна гора, съседна на неговите владения. След разтрогването на брака, от който се раждат двама синове, Йоан и Димитър, деспот Деян взема за съпруга Теодора-Евдокия. Тя е спомената в изворите като майка на синовете му Йоан Драгаш и Константин Драгаш, както и на дъщеря му Мария Теодора, омъжена за владетеля Жарко и встъпила във втори брак с господаря на Зета Джурадж I Балшич. През 60-те години на 14-ти век владенията на Деян, придобил самостоятелност след смъртта на Стефан Душан, са застрашени и отчасти отнети от южния му съсед Владко Паскаич. След смъртта на деспота неговите синове са принудени да приемат хегемонията на братята Мърнявчевичи – Вълкашин и Иван Углеша.
Йоан, синът на Деян от Владислава, вероятно умира рано, а неговият брат Димитър (†ок. 1379), явно не успява да наследи имоти нито по майчина, нито по бащина линия. Впоследствие придобива владения в град Щип и неговата околност. Носи титлата „войвода“ и вероятно е заемал висша военна длъжност в княжеството на своя полубрат Константин. Знаем, че от неизвестна по име съпруга е имал само един син, Дабижив, може би идентичен с кефалията на Струмица през 1375 – 1376 г.
Йоан Драгаш, по-големият син на деспот Деян от втория му брак, наследява бащините си владения и утвърждава самостоятелността на княжеството. Носи деспотска титла, вероятно дадена му от сръбския цар Стефан Урош. След 1371 г., когато в битката срещу османците при Черномен загиват Вълкашин и Иван Углеша, вече напълно независим, той дори сече монети. Умира в края на 70-те години на 14-ти век, без да остави потомци.
С името на по-малкия му брат и наследник Константин Драгаш се свързва най-големият разцвет на княжеството. По негово време като значителен център и княжеска резиденция се утвърждава Велбъжд (Кюстендил). През 70-те години на 14-ти век завоеванията на османските турци на Балканите принуждават Йоан и Константин Драгаш да се признаят за техни васали. Константин плаща харадж и има задължението да изпраща войници в османската армия по време на походи. През 1386 – 1387 г. негови отряди се сражават във войската на Мурад I срещу Караманския бейлик в Мала Азия. През 1389 г. на път за Косово османците преминават през владенията му. След Косовската битка султан Баязид I все по-тясно обвързва Константин Драгаш със завоевателната си политика. Принуден да участва с военни сили в походите на османския владетел, Константин Драгаш загива в битката при Ровине (1395), водена срещу влашкия войвода Мирча Стари. След гибелта му княжеството губи своята самостоятелност и е присъединено към териториите на формиращата се Османска империя.
Неизвестна по име е първата съпруга на Константин Драгаш. Свидетелство за широките му междудържавни контакти е неговият втори брак с Евдокия, дъщеря на трапезундския император Алексий III Комнин и вдовица на малоазийския емир Таджедин бей. Единствената му дъщеря от първия брак Елена Драгаш, е дадена за съпруга на византийския император Мануил II Палеолог, която е и майка на децата му, сред които са последните василевси на Византия Йоан VIII Палеолог и Константин XI Палеолог. Играла значителна политическа роля в Константинопол след смъртта на съпруга си, тя умира там, приела монашеското име Ипомония през 1450 г. Нейната фамилия Драгаш остава свързана с името на последния византийски император, сина ѝ Константин XI Драгаш Палеолог. Последните владетели на Морея, както и последните Бранковичи също са потомци на фамилията Драгаш.
След превземането на Константинопол, посредством Тома Палеолог и София Палеологина, Драашите са династични прародители и предтечи на първия руски цар – Иван Грозни.